# Индо-Гангска равнина
Индо-Гангската равнина e обширна алувиална равнина в Южна Азия, обхващаща части от Пакистан, Индия, Непал и Бутан и изцяло Бангладеш. Простира се на протежение около 3000 km от запад на изток между Хималаите на север, Деканското плато на юг, Иранската планинска земя на запад и Бирманските планини на изток. Ширина от 250 до 350 km. Площ около 2,5 млн. km².

## Природа

### Геоложки строеж, релеф
Индо-Гангската равнина представлява обширно алпийско предпланинско огъване, запълнено с продуктите от разрушаването на южните склонове на Хималаите, препокрити отгоре от древен и съвременен алувий. Равнината има плоска повърхност, незабележимо спускаща се на запад и изток от вододела (на височина 270 m) към делтите на реките Инд и Ганг. Равнинността на релефа се нарушава на отделни места от изходите на повърхността на кристалинни скали на запад и отстъпите на надзаливните речни тераси с височина до 60 m, разчленени от оврази.

### Климат
Климатът в източните части на равнината (басейните на Ганг и Брахмапутра) е субекваториален мусонен, а в западните части (басейна на Инд) – тропичен. В по-голямата част от равнината средната юлска температура е от 30 до 36°С, средна януарска около 20°С, на северозапад около 12°С. В някои години са възможни и температури около 0°С. Годишната сума на валежите се понижава от 1500 mm на югоизток до 100 – 150 mm на югозапад.

### Реки
Речната мрежа в равнината е много гъста. Реките са пълноводни, особено на изток. Най-големите реки са: Инд с притока си Панджнад, събиращ водите на реките Джелам, Чинаб, Биас, Рави и Сатледж (в Пенджаб); Ганг с Джамна и големите си леви притоци Гомати, Гхагхра, Гандак; Брахмапутра. Всички те се характеризират с големите си годишни колебания на своя отток. През лятото в резултат от действията на мусоните и топенето на снеговете в планините се случват големи, често разрушителни наводнения.

### Почви, растителност
В равнината преобладават алувиалните почви с различен механичен състав. Увеличаването на засушливостта на климата от изток на запад се отразява и на характера на ландшафтите. На изток в делтата на Ганг и Брахмапутра растат гъсти мангрови и вечнозелени гори, в централните части – листопадни гори и савани, на запад – солончаци и пясъчни пустини. Естествената растителност, особено в централните райони и на изток почти не се е съхранила.

### Ландшафти
Индо-Гангската равнина е един от древните центрове на световната цивилизация. Преобладават ландшафтите на културната савана – полета заети от насаждения с ориз, пшеница, просо, царевица, памук и други култури, с отделни палмови и овощни насаждения. Като цяло Индо-Гангската равнина се поделя на 2 природни района – засушливата долина на река Инд на запад и много по-влажната Гангска равнина на изток.